# Stenbocks kurir

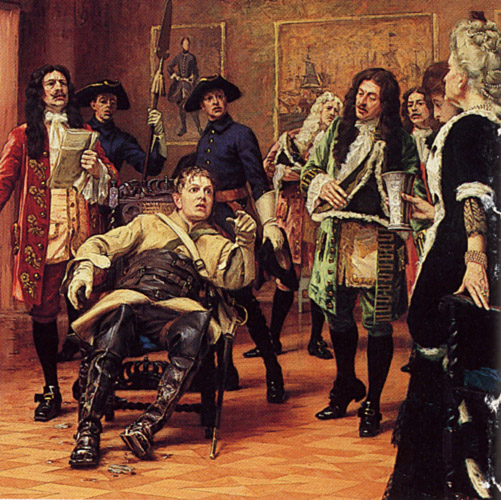
Stenbocks kurir, tavla målad 1911 av Nils Forsberg.

Stenbocks kurir är en dikt av Carl Snoilsky som ingår i diktsamlingen Svenska bilder.
Efter slaget vid Helsingborg år 1710 skickade Magnus Stenbock sin adjutant, ryttmästaren Henrik Hammarberg, till Stockholm, för att meddela riksrådet om segern. Kuriren skyndar så mycket han kan, så mycket att han nästan svimmar när han kommer fram. Änkedrottning Hedvig Eleonora, rikets första dam, reser sig och erbjuder honom sin stol. Att sitta när kungligheter stod upp var vid denna tid ett oerhört etikettsbrott. 
| ”                                                                 | Är det den vilde jägarn, Som sätter av i sträck? Ur stugan tittar bonden Med undran och med skräck. En mörkblå ryttarkappa Som i en blixt han ser, Pistoler, älghudskyller -- En kronans officer. ... Med lugn på skrynklig panna Men dödsblek som en hamn, Den ädla fru sig reser Ur kronprydd länstols famn. "Sitt, herr kornett!" hon säger, Och hovet skåda får En syn förutan like: Han sitter, och hon står. | „ |
| – Carl Snoilsky, Första och fjortonde verserna ur Stenbocks kurir | |   |

På framför allt Gotland finns en sägen som gör gällande att kuriren som Stenbock sände inte var Henrik Hammarberg utan i stället Johan Ahlbom (1688–1778), sedermera strandridare på norra Gotland. Men det stämmer alltså inte, utan det var Hammarberg som skickades som kurir av Stenbock.